# アルーナ (歌手)
アルーナ・タヴォンスック（Aluna Thavonsouk、6月23日 - ）は、ラオスの歌手。ヴィエンチャン出身。

## 経歴
歌手としてのデビュー前はオーストラリアのディーキン大学で電子商取引とマーケティングを専攻し学士を習得している。
2004年に歌手デビューし、現在は家族で経営するタボンスック・ホテル＆リゾートのゼネラルマネージャーもつとめている。2005年に北米ツアーでシアトル、シカゴ、ミネソタ、ロサンゼルスで公演、翌年には日本ツアーを行っている。2008年ラオス音楽賞では最優秀女性歌手に選ばれている。